# 木下頼継
木下 頼継（きのした よりつぐ）は、安土桃山時代の武将、大名。大谷吉継の次男とされるが、甥であるとも養子であるともいわれている｡官位は山城守。兄に吉治。

## 生涯
父や兄と共に豊臣秀吉の家臣として仕え、越前国内に2万5,000石の所領を与えられて、山城守を受領している。
秀吉の寵愛を受けて、木下姓を名乗ることも許されたという。異説によると木下姓は木下吉隆の名跡を継いだことにより名乗ったともいう。諱については、「継」の字は吉継から、「頼」は秀吉の子である豊臣秀頼から偏諱を授与された、とも考えられる。
慶長5年（1600年）の関ヶ原の戦いでは、父や兄と共に西軍に与した。父より700余の兵を預けられて、北陸口で前田利長の軍勢と戦う。関ヶ原本戦では、松尾山に陣取った小早川秀秋の寝返り攻撃を、戸田重政と平塚為広とで食い止めたが、脇坂・赤座・朽木・小川ら北陸勢の寝返りと挟撃をうけて崩壊。吉継は自害する直前に戦場から落ちるよう指示を出しており、頼継は戦場を離脱して越前国で潜伏したが、同年のうちに病死したという。または関ヶ原で戦死したとも言う。